# 布雷克溫德嶺
布雷克溫德嶺（英語：Breakwind Ridge），是南極洲的山嶺，位於南喬治亞島北岸，處於福圖納灣西南面，長4公里，海拔高度860米，由英國研究隊命名，現時由南極條約體系管理。